# 異星の客
『異星の客』（いせいのきゃく、Stranger in a Strange Land）は、アメリカのSF作家R.A.ハインラインが1961年に書いたSF小説。ヒューゴー賞（1962年）、ローカス賞（1975年）受賞作。日本では東京創元社が創元SF文庫の一冊として井上一夫訳で刊行している。
ブライアン・アッシュの『SF百科事典』によれば、「SF界で最も有名な、というよりおそらくは最も悪名高い作品の一つに急速にのし上がってしまった長編」。

## 成立
アスタウンディング・サイエンス・フィクションへ1948年に載せた『深淵』(Gulf)という短編を書くためにブレインストーミングしているときに、ハインラインはあるアイデアを得た。しかしこのアイデアは短編にするには長すぎるものだったので、結局『深淵』として別の話を載せ、この時に得たアイデアを後に『異星の客』として発表した。ハインラインは当初80万語にもおよぶ長編を書いたが、編集者に「長い」と文句を言われたので削りに削って22万語まで落とした。しかしそれでも長いと言われたのでさらに削って17万語にした。現在出版されている『異星の客』はこの17万語のバージョンである。アメリカでは『異星の客』の「完全版」が出版されているが、これは22万語のバージョンである。

## 内容
火星に到着したチャンピオン号は火星で一人の青年を発見する。彼の名はヴァレンタイン・マイケル・スミス。25年前、エンヴォイ号による第1次火星探検隊の8人が消息を絶った際の遺児で、火星人によって育てられた。
火星人の教育を受けて育ったヴァレンタイン・マイケル・スミス（マイク）は地球とは大きく異なる思想を持っていた。地球に帰ったマイクはジュバル・ハーショー、ジリアン・ボードマン等の友人・恋人を得る。彼等との議論を通じて地球人を理解した彼は、世界の全ての教会 (Church of All World) という、火星人の影響を色濃く受けた独自の宗教を開く。
しかし、地球（のアメリカ）における既存のモラル、常識、ドグマに反した彼の教義は人類に受け入れられず、迫害を受け、批判者達に嬲り殺される。

### 章構成
1. その汚れた起源
2. その途方もない遺産
3. その風変わりな教育
4. そのひどい経歴
5. その幸福な宿命

### 主要登場人物
マイクとその水兄弟
- ヴァレンタイン・マイケル・スミス（マイク） - 主人公。「火星から来た男」
- ジリアン・ボードマン（ジル） - 看護婦、カクストンの恋人を経て、マイクの恋人になる。最初の教徒でもある。
- ベン・カクストン- 新聞記者
- ジュバル・ハーショー - 弁護士兼医師兼作家。ハインラインの意見の代弁者としての側面が強い。
- アン - ジュバルの秘書兼公証人
- ドーカス - ジュバルの秘書
- ミリアム - ジュバルの秘書
- デューク - ジュバルの使用人
- ラリー - ジュバルの使用人

フォスタライト教の人々
- ディグビー - フォスタライト教の最高指導者
- トーマス・ブーン - フォスタライト教の教徒。上院議員。
- パトリシア・ベイウォンスキー - フォスタライト教の教徒。入墨をしている。
- フォスター - フォスタライト教の教祖。
- ドーン・アーデント - フォスタライト教の教徒。ストリッパー。

宇宙船チャンピオン号の船員
- ファン・トロンプ - チャンピオン号の船長
- ネルソン博士 - チャンピオン号の医師
- マームド博士（スティンスキー） - チャンピオン号の言語学者

その他
- マダム・アレクサンドラ・ヴザン - 占星術師
- ジョセフ・エージェトン・ダグラス - 自由世界連邦事務総長

### 「世界の全ての教会」の教義
彼の宗教は汎神論的な考えを極限まで推し進めたもので、生きとし生けるものはみな神であると考えている。マイクはこの考え方を「汝は神なり」という言葉で表現した。「猫が雀を狙えば、その両方（=猫と雀）が神」であり、だから猫と雀は「神の考えを実行している」のである。表面的な理解ではない内面的な理解（「グロク(grok)」）を得る事を重視する。またフォスタライト派の影響を受けた彼の宗教は快楽主義的な側面が強く、フリーセックス（セックスの事を「和合生成」と呼ぶ）を肯定している。巣（ネスト）と呼ばれる場所でイヌイットのような共同体的生活をし、和合生成の結果産まれてきた子供は共同体の皆で育てられる。また彼の宗教では宗教儀式として蛇踊りを重視する。さらに彼の宗教は食人に肯定的で、信者が死んだ（「分裂した」と言う）時は、「故人を懐かしみ、いとおしみながら」故人を食べる。入信の際には、信者から一杯の水をもらい、それを飲む。この為この宗教の信者は他の信者の事を「水兄弟」と呼ぶ。
火星人達が水を重視したり食人を好んだりする理由は作中では語られていないが、SF作家ブライアン・W・オールディスはその著書『十億年の宴』で、火星では水と食糧が少ないので、水が重視されたり食糧調達手段として食人が行われたりしたのではないかと述べている。

### 火星語
- グロク：認識する、水を飲む、愛する
- 水兄弟：自分と同じコップから水を飲んだ人物
- 和合生成：性行為
- 分裂する：死ぬ
- 汝は神なり：生けとし生けるものは全て神である

## 社会への影響
『異星の客』の反響は大きく、ヒッピーの経典とあがめられ、『異星の客』中の「グロク」という言葉がオックスフォード英語辞典に載ったりした。

### 作中の宗教が現実のものに
1961年にはミズーリ州のウェストミンスター単科大学の学生2人（Oberon Zell-Ravenheartとその妻Morning Glory Zell-Ravenheart）が『異星の客』に影響を受け、マイクの宗教と同名のChurch of All Worldという宗教団体を設立した。ちなみにミズーリ州はハインラインが生まれた土地でもある。現在でもこの教団は活動しており、本部はオハイオ州のToledoにある。
この宗教団体の信者達は、マイクが説くように神であり、マイクの宗教と同じく「汝は神なり」と挨拶する。この為信者達は神としての責任を持ち、彼らの主張によれば、彼らは「世界が荒廃し死滅するか、あるいは美しい女神(すなわち地球の全生命領域)がこの惑星に置いて意識を取り戻すかどうかはひとえに私達の手にかかっている」のである。
参考：ミルチア・エリアーデ、『オカルティズム、魔術、文化流行』、未來社。および英語版wikipedia。「世界が...」の部分は『オカルティズム…」から引用

### マンソンのカルト教団に影響?
さらに『異星の客』はチャールズ・マンソンに影響を与えたと噂されている。マンソンとは売春斡旋や窃盗を始めとする様々な犯罪に手を染め、その後「ファミリー」というカルト教団を作り、教徒達に自分はイェスの生まれ変わりだと信じさせ、人種対立によって最終戦争が起こると説き、快楽主義を肯定して、LSDを使ったフリーセックスを行い、教徒に教唆してハリウッドの女優シャロン・テートを含む数名を殺害させた人物である。ただし『異星の客』がマンソンに影響を与えたと言うのはあくまで噂に過ぎない可能性が高い。ハインラインの死後出版されたGrumbles from the Graveによると、ハインラインは自分の弁護士にこの件に付いて調査させた。しかし、弁護士はマンソンが『異星の客』の愛読者であるという証拠を見付ける事ができなかった。実際、マンソンはほとんど文字が読めなかったらしい。

### ウォーターベッド
『異星の客』はウォーターベッドを描いた小説としても知られる。ハインラインはすでに『太陽系帝国の危機』（1956年）でもウォーターベッドを描いている。実際にウォーターベッドが作られたのは『異星の客』が書かれた7年後の1968年の事で、発明者はCharles Hallという人物である。Charles Hallがそのアイデアを米国特許庁に出願したとき、特許庁はハインラインがすでに小説でこのアイデアを描いている事を理由に特許を拒絶した。

## 関連する小説
小説『レッドプラネット』および『宇宙の呼び声』と同じ時間線に属する（内容的には無関係）。